# Колорг
Колорг (фр. Collorgues) насеље је и општина у јужној Француској у региону Лангдок-Русијон, у департману Гар која припада префектури Ним.
По подацима из 2011. године у општини је живело 551 становника, а густина насељености је износила 59,44 становника/km². Општина се простире на површини од 9,27 km². Налази се на средњој надморској висини од 152 метара (максималној 216 m, а минималној 109 m).

## Демографија
| 1962. | 1968. | 1975. | 1982. | 1990. | 1999. | 2011. |
| ----- | ----- | ----- | ----- | ----- | ----- | ----- |
| 188   | 196   | 196   | 210   | 309   | 359   | 551   |

График промене броја становника у току последњих година